# Taro Hasegawa
Taro Hasegawa (født 17. august 1979) er en tidligere japansk fodboldspiller.
Han har spillet for flere forskellige klubber i sin karriere, herunder Kashiwa Reysol og Ventforet Kofu.